# Українці в Ісландії

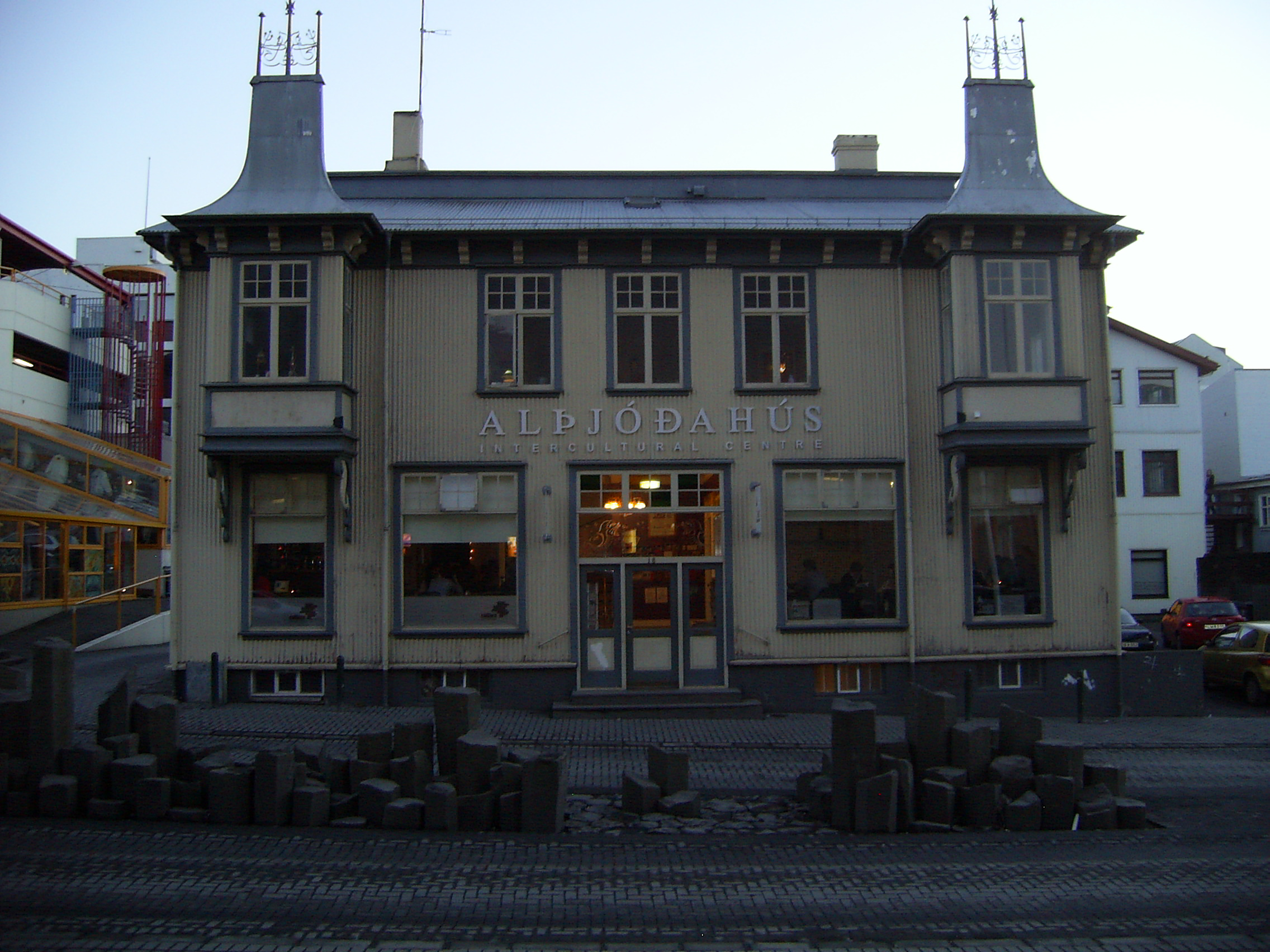
Міжнародний культурний центр в Рейк'явіку. Місце зустрічі іноземців.

Українці в Ісландії — станом на кінець 2006 року в Ісландії проживало близько 154 легально зареєстрованих українців. Кількість українців може бути вищою, якщо врахувати нелегальних робітників.
У 2012 році в Ісландії було засновано Товариство українців Ісландії (Félag Úkraínumanna á Íslandi) вихідцями з Івано-Франківщини та Полтавщини. Зустрічі українців час від часу відбуваються у кафе «Карпати» останнього четверга місяця. Товариство регулярно бере участь у представленні України на міжнародних фестивалях (Fjölmenningardagar/ Multicultural Days), що проводяться у травні/ червні в Рейк'явіку, а також в Акранесі або Боргарнесі у жовтні/ листопаді. Всі присутні мають змогу покуштувати смачного українського борщу, який до речі дуже подобається ісландцям.
Українців можна часто зустріти в православному приході Святого Миколая (настоятелем храму є уродженець Москви о. Тимофій Золотуський). В місцевому храмі є ікона Св. Йова Почаївського, Новий Заповіт українською мовою.
В Ісландії проживають вихідці з Києва, Львова, Шептицького, Жовкви, Хмельницького та Хмельниччини, Маріуполя, Тернополя, Надвірної, Бережан, Чернівців, Дніпра, Тростянця (Сумської обл.), Одеси, Ніжина, Варви (Чернігівської обл), Черкас, Рівного, Керчі, Бердичева та ін. міст України. Є група молодих українців (хлопці та дівчата з Києва, Чернігівщини, Чернівців і т. д.) які приїхали до Ісландії для догляду за дітьми в ісландських сім'ях. Деякі молоді українці навчаються в Університеті Ісландії. Є декілька мішаних україно-ісландських сімей (в осн. дружина українка — чоловік ісландець, є і навпаки) з дітьми мішаного ісландсько-українського походження.
В м. Коупавоґур в Ісландії діє український магазин «Карпати», власником котрого є уродженець Надвірної й де окрім українських продуктів можна купити в основному литовські та латвійські товари.
Протягом 2006-2007 рр. в Рейк'явіку діяли український греко-католицький священник о. Іван Загайкевич з дружиною (вихідці з м. Івано-Франківськ), які з дозволу рим. кат. єпископа Ісландії, щонеділі проводили богослужіння українською мовою в каплиці чернечого дому римо-католицьких сестер в Рейк'явіку. В серпні вони повернулися до Івано-Франківська. Восени Ісландію вдруге відвідав о. Євгеній Жабківський (настоятель храму УПЦ в с. Суботці на Кіровоградщині), співслужачи в православному храмі Рейк'явіку. З його участі (через організацію YMCA) було зібрано тисячі різдвяних подарунків (контейнер) для українських сиріт від Ісландії.
| Прапор Ісландії | Це незавершена стаття про Ісландію. Ви можете допомогти проєкту, виправивши або дописавши її. |